# Karcius
Karcius est un groupe de rock progressif canadien, originaire de Montréal, Canada, formé en 2001. Le style du groupe a beaucoup évolué d’albums en albums. Le groupe a commencé par produire trois albums prog instrumentaux plus influencés du Jazz-fusion et du progresif Instrumental. À la suite d’un changement d’un membre du groupe en 2009, Karcius a intégré le chant à son style et développe un style plus axés sur le Art Rock et le progressif métal.  Depuis 2018, le groupe a un nouveau claviériste et produit une musique rock progressive actuelle, tout en gardant le côté exploratoire et alternatif caractéristique à la formation.

## Biographie

### Formation et début (2001)
C’est en 1997 que se fait la rencontre entre Thomas Brodeur, batteur, et Mingan Sauriol, claviériste. Leur passion commune pour la musique leur ouvre la porte à une grande amitié et à la naissance d’une complicité musicale. Ils décident de créer un groupe de musique pour donner libre cours à leur imagination débordante de créativité.
En septembre 2000, à leur entrée aux études en musique, ils font la rencontre de Simon L’Espérance, guitariste. Celui-ci partage les mêmes ambitions et la même passion pour la musique et il s’intègre au projet avec enthousiasme vers le début de l'année 2001. Il ne reste plus qu’à trouver un bassiste qu’ils mettent quelques semaines à trouver en la personne de Dominique Blouin, également étudiant en musique. 

### SphereetKaléidoscope(2001-2006)
Après deux ans de recherche et de création, entre 2001 et 2003, ils enregistrent leur tout premier album, Sphere. Les prises de son se font en partie au studio Victor à Montréal et chez Jonathan Cabot, un ami du groupe. Le lancement de Sphere se fait le 25 février 2004 au théâtre Plaza, à Montréal.
L’enregistrement du deuxième album, Kaléidoscope, se fait entièrement au Studio Victor au début de l’année 2006. C’est Simon L’espérance, guitariste du groupe, qui fait les prises de son et le mix de cet album qui sera lancé le 23 mai 2006 à Montréal. Karcius sort l’album sous l’étiquette Unicorn Digital qui lui offre une distribution internationale et permet maintenant au groupe de se faire connaître à plus grande échelle. Ils participent d’ailleurs à la première édition du festival des musiques progressives de Montréal, au Gésu, le 16 septembre 2006 et au Festival Prog in the Park à Rochester, dans l'État de New York, le 8 octobre de la même année, pour leur deuxième présence.

### Épisodes(2008-2009)
À l’été 2007, les quatre musiciens se dirigent vers la France pour participer à la 9e édition du Festival Crescendo3. Là-bas, leur présence est un succès. Ils font à ce moment la rencontre de Sébastien Monteau, Président fondateur du festival. Cette rencontre va faire progresser le groupe de façon significative. Karcius est d’ailleurs invité à participer au festival l’année suivante pour faire la tournée Crescendo.
Enivrés du succès de leur première participation au Festival Crescendo, les membres de Karcius se lancent dans la composition de leur troisième album, Episodes. Avec six ans d’expérience, la direction artistique et la maturité du groupe mènent à la réalisation d’une musique d’une grande qualité et d’une belle subtilité. Episodes est aussi enregistré et mixé au Studio Victor par Simon L'Espérance. Cet album est l’apothéose du son instrumental de Karcius.
Très fier de leur travail, le quatuor se rend de nouveau en France pour lancer cet album et participer à la tournée de la dixième édition du festival Crescendo4. L’album sera aussi lancé à Montréal, le 19 septembre 2008.
De retour à Montréal, les membres du groupe se mettent à la recherche d’un concept pour la composition du quatrième album. Cependant, Dominique Blouin, bassiste du groupe, annonce son retrait du groupe peu de temps après leur retour. Ils ont maintenant un nouveau défi, combler le vide laissé par Dominique. 

### Changement et renaissance (2010-2011)
La recherche d’un nouveau membre pour compléter le groupe n’est pas facile et les candidats se font rares. Néanmoins, la mire de Karcius se porte sur Sylvain Auclair, qui joue pour la formation Heaven's Cry, un groupe de metal progressif de Montréal. Les membres de Karcius veulent aussi profiter du départ de Dominique pour changer de direction artistique. Ils espèrent pouvoir intégrer le chant à leur musique. Auclair est donc le candidat idéal, habitué au style musical, remarquable bassiste et chanteur.
Au printemps 2010, Sylvain accepte de participer avec le groupe à une tournée française durant laquelle ils joueront entre autres au festival Prog’sud5 en banlieue de Marseille, ainsi qu'à la deuxième édition du Prog Rock Fest6 qui a lieu à la scène Bastille à Paris. Ce n’est qu’après cette escapade que Sylvain se joint officiellement au groupe. La création redevient la priorité du groupe. 

### The First Day(depuis 2012)
Dès leur retour de France, le groupe se remet à la composition d’un nouvel album. Ils participent aussi au Festival Crescendo Guyane qui prend place en Guyane française où ils font aussi une tournée de sept représentations dont une qui a lieu à la télévision Guyanaise7. L’album est enregistré au Studio Wild, à Saint-Zénon, et au Studio Victor, à Montréal. Cet album est marquant pour l’ajout de percussions Ouest Africaines et le début d’une direction artistique basés sur des chansons. Le lancement de l’album se fera le 5 juin 2012 à Montréal. Le groupe est aussi invité à participer au festival Crescendo à Saint-Palais-sur-Mer en France en août 2012. 
Simon L’Espérance et Sylvain Auclair retournent au Studio Victor en novembre 2013 à Montréal pour enregistrer un version acoustique de la chanson Water et une dernière fois avant la fermeture du Studio légendaire pour y enregistrer un simple, la chanson The Space Between qui voit le jour le 14 Novembre 2014.

### The Fold(2017-2019)
Après une pause de près de 2 ans, le groupe se remet au travail pour la composition de leur prochain album. Le claviériste Mingan Sauriol prend la décision de quitter le groupe et est remplacé par Sébastien Cloutier, un bon ami du groupe. Le groupe se fait offrir la chance de retourner au festival Crescendo à Saint-Palais-sur-Mer en France en 2018, à condition d’y présenter du nouveau matériel. Le groupe se remet au travail; la composition et l’enregistrement se font assez rapidement et l’album The Fold voit le jour le 17 Août 2018. Cette performance a été capturée en entier et est sortie sous forme d’album Live en 2019 (Live in France). 
En 2019, le groupe est invité à se produire au festival Night of the Prog, en Allemagne. Cet événement de grande envergure amène beaucoup de nouveaux fans à la musique de Karcius. De retour de cet événement, le groupe se remet à la composition d’un prochain album.

### Grey White Silver Yellow & Gold (2019-présent)
Karcius se remet à la composition à la fin de 2019 et comme tout le monde, le groupe a connu une période d’arrêt due à la Covid-19. Le groupe continue toutefois de composer, de s’échanger et d’enregistrer des idées à distance. Une fois prêt, Karcius décide d’enregistrer son prochain album dans un chalet, converti en studio d’enregistrement pour l’occasion.Cet album est le résultat d’une étroite collaboration artistique entre Simon L’Espérance Thomas Brodeur et Sylvain Auclair. Le trio devenant ainsi le cœur et la mécanique du groupe. Le résultat est une musique plus lourde, la plus lourde que le groupe n’a jamais produite, mais aussi un ensemble plus nuancé et plus direct qu’au préalable. . L’album est lancé au printemps 2022 et est très bien reçu par la critique. Avec cet album Karcius taille sa place parmi les plus grands groupes de rock progressifs actuels tels que Porcupine Tree, The Pineapple Thieves, Opeth, Steven Wilson, Leprous, Elder et beaucoup d’autres.

## Membres
- Thomas Brodeur - Batterie, Percussions
- Simon L'Espérance - Guitare électrique
- Sylvain Auclair - Guitare basse, Chant
- Sébastien Cloutier - Piano, Claviers, Orgue, Chant